# 真昼の決闘
『真昼の決闘』（まひるのけっとう、原題: High Noon）は、1952年製作のアメリカ映画。フレッド・ジンネマン監督による西部劇映画である。
ジョン・W・カニンガム（en:John W. Cunningham）の小説『ブリキの星』（The Tin Star）に基づく。自分1人で殺し屋4人と立ち向かわざるを得なくなった保安官の危機と活躍を描く。

## 概要

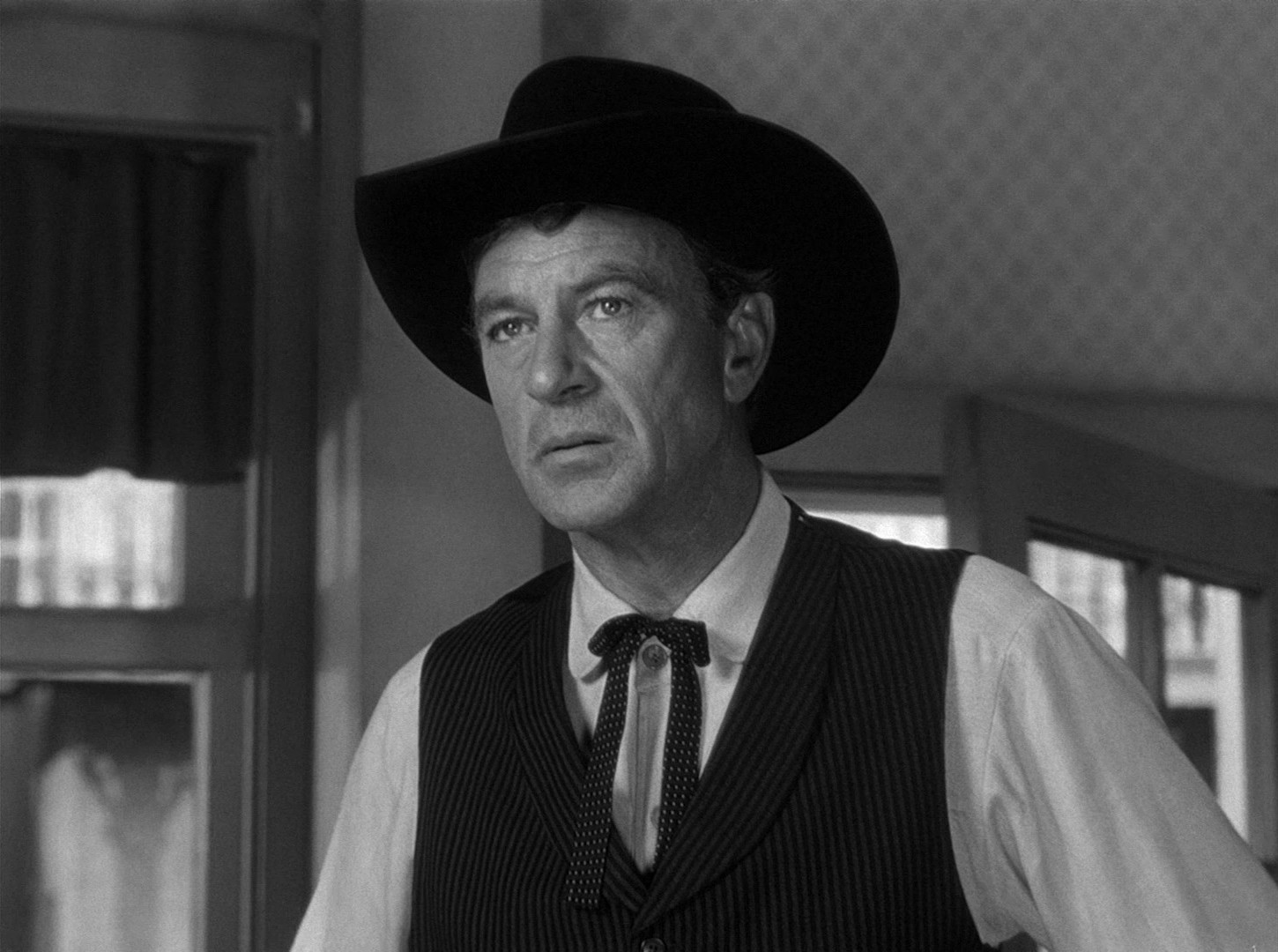
ゲーリー・クーパー

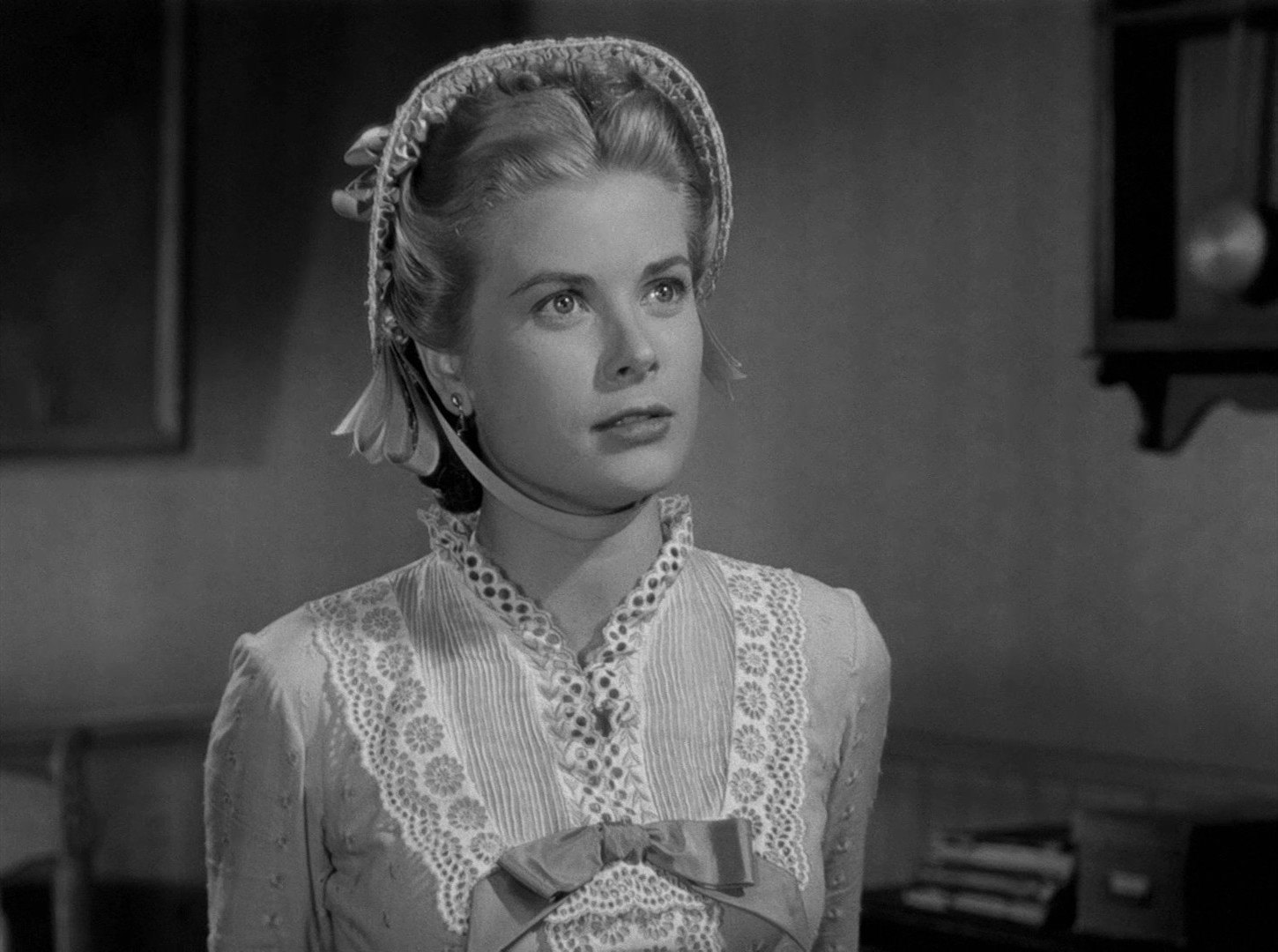
グレース・ケリー

それまでの西部劇では、悪漢に立ち向かう主役の保安官は無敵のヒーローとして描くのが普通であったが、そのイメージに反して、暴力を恐れる普通の人間として描かれていることに、この映画の最大の特徴がある。また、協力者が真っ先に逃げ、自らが守ろうとしているはずの町の住民が関わり合いを恐れて協力や手助けを拒み、しかもその日結婚式を挙げたばかりの新妻からも見放されて、孤独感に苛まれながら主人公が1人で決闘に向かう姿を描いている。共に決闘に加わってくれる者を探して町を彷徨う保安官の姿に、それまでの西部劇にあったヒーローも、そして共に戦うという友情も開拓者魂もない。この映画以降、西部劇の主人公の描き方は劇的に変わっていった。
主演はゲイリー・クーパーで、歳を重ねて渋味のある中年男の孤独と苦悩を演じて第25回アカデミー賞の主演男優賞を獲得し、後にモナコ公妃となったグレース・ケリーが妻役を演じている。また、音楽を担当したディミトリ・ティオムキンが同じくアカデミー歌曲賞を受賞した。

## 製作の背景
この映画が製作された時代は赤狩りの時代と呼ばれ、映画界においても、数百人の映画人がハリウッドを追われた。この作品の内容は、体制による思想弾圧を黙認するアメリカ人を批判したものと読み取ることも可能であるが、監督のジンネマンは「政治的な意味はない」と否定している。脚本のカール・フォアマンは、この作品の撮影中から赤狩りの対象となり、完成後、英国へ亡命した。
ジンネマンは「最初にこの映画の脚本を読んだ時に、これは傑作以外の何物でもない」と思ったと自伝で語っている。製作者のスタンリー・クレイマーは「誰も守ろうとするガッツが無かったので滅んでいった町についての話だ」と語り、ジンネマンは「これは良心に従って決定を下さなければならない男の話だ」と語った。フォアマンはこれをマッカーシー時代の彼自身の政治的経験のたとえ話だと見ていた。しかしジンネマン自身は「深い意味がある」と感じ、「普通の西部劇神話ではない」「これはタイムリーでもあるが、時間を超越した今日の生活に直接結びついている何かがある」「これはどこでも、いつでも起こり得る話である」と述べている。
この映画が完成して試写を見た当時のコロンビア ピクチャーズ社長ハリー・コーンは「今まで見た映画の中で最低の作品の一つだ」と酷評して配給を断っている。しかし後にAFIのアメリカ映画ベスト100で1998年総合33位（西部劇だけでは1位）にランクされ、2007年には総合27位（西部劇だけでは第2位）にランクされている。
この映画の上映時間は85分だが、劇中内における時間経過もほぼ同じ約85分ほどの「リアルタイム劇」となっている。

## ストーリー

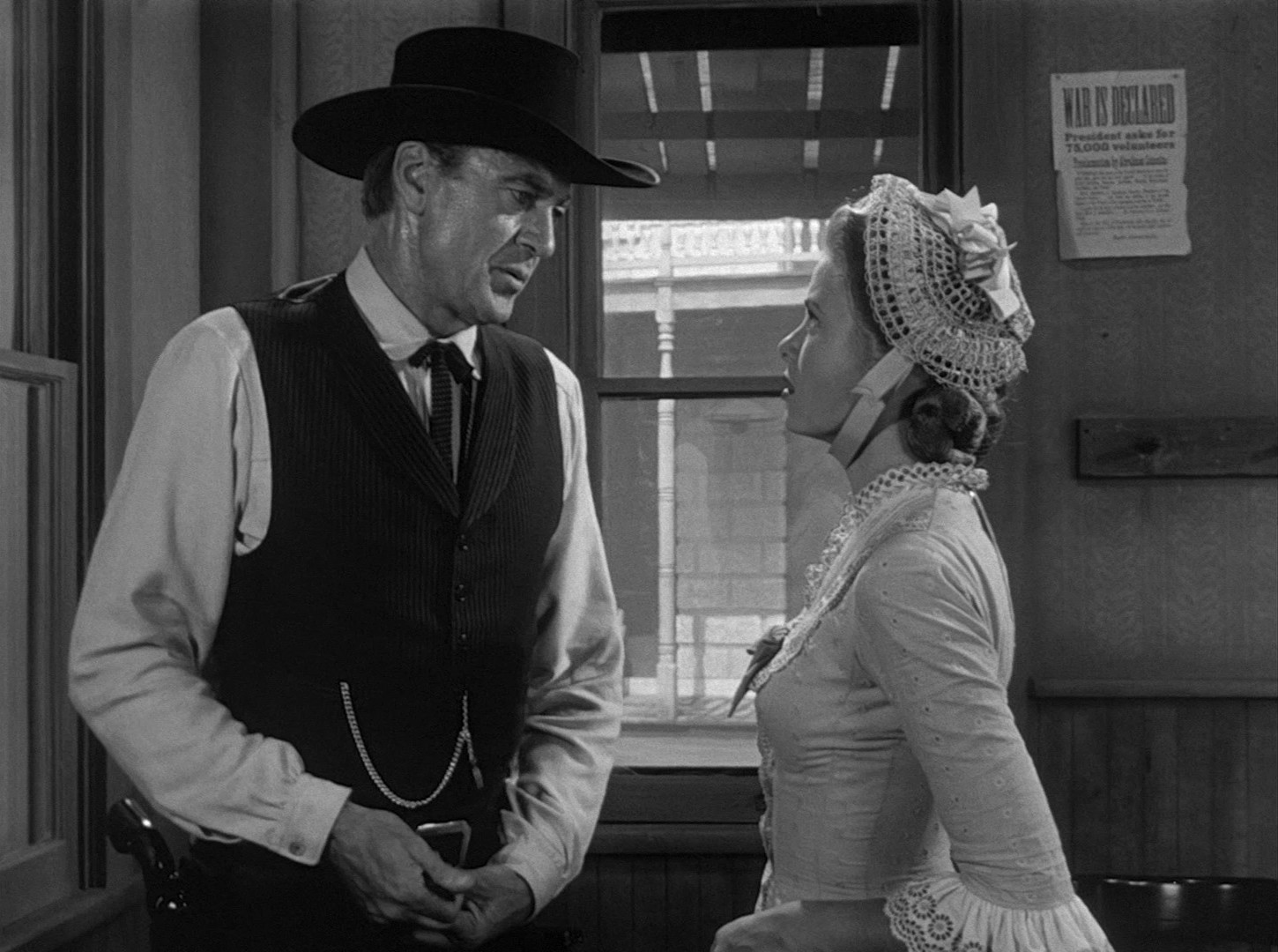
保安官ウイル・ケインと新妻エミイ

午前10時35分、丘の上に1人のガンマン、ジャック・コルビー（リー・ヴァン・クリーフ）が人待ち顔で立っていた。やがて1人が馬でやって来て、もう1人も加わり、3人が馬で並びながら町へ入って来る。彼らはこの日の正午に着く汽車を待つのであった。
この町、ハドリーヴィルの 連邦保安官ウィル・ケイン（ゲイリー・クーパー）は、この日ちょうど結婚式を挙げて、これを最後に退職して新妻エミイ（グレース・ケリー）と町を出ていくことになっていた。そのケインの元に、以前彼が逮捕した悪漢フランク・ミラーが釈放され、正午の列車でハドリーヴィルに到着するという知らせが舞い込む。ミラーは彼の仲間3人と共に、ケインに復讐するつもりであった。
午前10時55分、皆の勧めでケインはエミイと共に逃げようとするが、思い直して引き返す。父と兄を殺されてクエーカー教徒になったエミイは、正義よりも命の方が大事だと説得するが、彼の意思は固い。ケインは仲間を集めに奔走するが、誰も耳を貸さない。ミラーに判決を言い渡した判事は早々に町から逃げ出した。保安官助手のハーヴェイ（ロイド・ブリッジス）は、腕はいいが精神的に未熟な若者で、ケインの後任に自分が選ばれなかった恨みと、かつてはケインやミラーの恋人だった婚約者のヘレンとの因縁もあって協力を断る。酒場の飲んだくれたちは、ケインよりもミラー一味を応援している始末であった。
午前11時30分、ケインは教会を訪ねて皆に応援を頼む。ここでは意見が分かれて議論になるが、結局ヘンダーソン町長（トーマス・ミッチェル）の意見で、ケインが町を去るのが一番良いという結論が出る。保安官助手たちは、居留守を使ったり怪我を理由に辞退し、最後に加勢に来た男も自分1人と知って急に怖気づいて去っていく。ケインを慕う少年が加勢を希望するが、ケインは「まだ子供だ」と言って家に帰らせる。
午前11時57分、結局大人は1人も集まらないまま、ウィル・ケインは保安官事務所で1人遺書を書く。
午後0時、正午（ハイヌーン）、フランク・ミラーの乗った汽車の汽笛が聞こえ、汽車の到着が近づいてきた。留置所の酔っ払いを放免して、ケインは1人銃を取った。外へ出た時に目の前を酒場の女主人ヘレンとエミイの馬車が横切っていく。ヘレンはハーヴェイにも町にも愛想を尽かし、エミイを連れて行くのだった。駅に到着し、汽車からミラーが降りると入れ替わりに、ヘレンとエミイが同じ汽車に乗った。ヘレンとミラーはじっと互いを見合った。
ケインの、4人を相手にした孤独な決闘が始まった。戸口や窓が全て閉められ静まり返った町の中を、4人が並んで闊歩して行く。ケインは物音を聞いて横道に隠れ、裏へ回って彼らの背後から声をかけて、まず1人目のベン・ミラーを倒す。汽車の発車寸前、町から銃声が鳴り響いたので、エミイはとっさに飛び出して町へ戻って行く。ケインは馬小屋に隠れながら応戦し、2人目のジャック・コルビーを倒す。馬小屋に火をつけられると馬を放って脱出するが、肩を撃たれて1軒の店に飛び込み、包囲されてしまう。エミイは保安官事務所で息をひそめるが、3人目ジム・ピアースの後姿を窓越しに見つけ、撃ち倒してしまう。ミラーは彼女を人質にとってケインをおびき出すが、エミイに抵抗されて一瞬怯んだ隙に、ケインに撃たれる。決闘が終わって、2人は強く抱き合う。
やがて町の住民が集まって来るが、ケインの目は厳しく皆を見まわして、やがて保安官バッジを足元に捨てると、今は唯一人心許せる少年が運んできた馬車にエミイと共に乗り、町を去って行くのだった。

## キャスト
| 役名                                     | 俳優                       | 日本語吹替                        | 日本語吹替                                          | 日本語吹替                                        | 日本語吹替 |
| 役名                                     | 俳優                       | フジテレビ旧版                    | フジテレビ新版                                      | PDDVD版                                           | VOD版 |
| ---------------------------------------- | -------------------------- | --------------------------------- | --------------------------------------------------- | ------------------------------------------------- | --- |
| ウィル・ケイン保安官                     | ゲイリー・クーパー         | 黒沢良                            | 黒沢良                                              | 石塚運昇                                          | てらそままさき |
| 妻エミイ                                 | グレース・ケリー           | 武藤礼子                          | 池田昌子                                            | 日野由利加                                        | 甲斐田裕子 |
| ヘンダーソン町長                         | トーマス・ミッチェル       | 早野寿郎                          | 川久保潔                                            | 織間雅之                                          | 星野充昭 |
| ハーヴェイ・ベル保安官補                 | ロイド・ブリッジス         | 中田浩二                          | 内海賢二                                            | 鈴木貴征                                          | 咲野俊介 |
| 酒場の女主人ヘレン・ラミレス             | ケティ・フラド             | 里見京子                          | 里見京子                                            | 水野千夏                                          | 小林さやか |
| マーチン元保安官                         | ロン・チェイニー・ジュニア |                                   |                                                     |                                                   | |
| パーシー・メトリック判事                 | オットー・クルーガー       |                                   |                                                     |                                                   | |
| フランク・ミラー                         | イアン・マクドナルド       |                                   | 川久保潔                                            | 大塚智則                                          | |
| ベン・ミラー（フランクの弟）             | シエブ・ウーリー           |                                   | 仲木隆司                                            |                                                   | |
| ジャック・コルビー（フランクの仲間）     | リー・ヴァン・クリーフ     |                                   |                                                     |                                                   | |
| ジム・ピアース（フランクの仲間）         | ロバート・ウィルク         |                                   | 田中康郎                                            |                                                   | |
| 保安官事務所の留置場に入っている酔っ払い | ジャック・イーラム         |                                   |                                                     |                                                   | |
| 不明 その他                              |                            |                                   | 渡部猛 上田敏也 杉田俊也 加藤正之 立壁和也 清川元夢 | 東明弘 伴藤武 白川周作 田中結子 三浦潤也 西垣俊作 | 相沢まさき 仲野裕 中村浩太郎 辻井健吾 丸山智行 拝真之介 さかき孝輔 本橋大輔 北島善紀 佐野康之 窪田吾朗 小若和郁那 ニケライ・ファラナーゼ |
|                                          |                            |                                   |                                                     |                                                   | |
| 演出                                     | 演出                       |                                   | 春日正伸                                            | 粂田剛                                            | 高橋正浩 |
| 翻訳                                     | 翻訳                       |                                   | 飯嶋永昭                                            | 塩崎裕久                                          | 高部義之 |
| 効果                                     | 効果                       |                                   | PAGプロデュース                                     |                                                   | |
| 調整                                     | 調整                       |                                   |                                                     | 遠西勝三                                          | |
| 録音                                     | 録音                       |                                   | アートセンター                                      | 山田明寛                                          | |
| 制作                                     | 制作                       |                                   | 東北新社                                            | ミックエンターテイメント                          | ニュージャパンフィルム |
| 解説                                     | 解説                       |                                   | 前田武彦                                            |                                                   | |
| 初回放送                                 | 初回放送                   | 1971年4月4日 『サンデー洋画劇場』 | 1973年3月2日 『ゴールデン洋画劇場』                 |                                                   | 2021年1月16日 『スター・チャンネル』 |

## 音楽
主題歌「真昼の決闘」（High Noon）は、冒頭の歌詞「Do Not Forsake Me My Darling（私を捨てないで、ダーリン）」でも知られる。ネッド・ワシントン作詞、ディミトリ・ティオムキン作曲。

## 日本初公開
『真昼の決闘』の日本初公開は、アメリカでの初公開から2か月後の1952年9月16日である。
また、日本でのテレビ放映は1959年8月6日にNHKで行われ、同年12月29日の再放送の後は、1961年5月にフジテレビ系の『テレビ名画座』で放映されている。この『テレビ名画座』では、5月の週の月曜日から金曜日まで毎日午後3時から、合計5回放送されていた。その後は、『ゴールデン洋画劇場』で1973年3月に放送されている他、現在まで何回も放送が行われている。

## 主な受賞歴

### アカデミー賞
受賞
アカデミー主演男優賞：ゲイリー・クーパー
アカデミードラマ・コメディ音楽賞：ディミトリ・ティオムキン
アカデミー歌曲賞：ディミトリ・ティオムキン ※作曲、ネッド・ワシントン ※作詞（"Do Not Forsake Me, Oh, My Darlin"）
アカデミー編集賞：ハリー・ガースタッド、エルモ・ウィリアムズ
ノミネート
アカデミー作品賞：スタンリー・クレイマー
アカデミー監督賞：フレッド・ジンネマン
アカデミー脚色賞：カール・フォアマン

### ゴールデングローブ賞
受賞
主演男優賞 (ドラマ部門)：ゲイリー・クーパー
助演女優賞：ケティ・フラド
作曲賞：ディミトリ・ティオムキン
撮影賞（白黒）：フロイド・クロスビー
ノミネート
作品賞 (ドラマ部門)
脚本賞：カール・フォアマン
新人女優賞：ケティ・フラド

### ニューヨーク映画批評家協会賞
受賞
作品賞
監督賞：フレッド・ジンネマン

### 全米脚本家組合賞
受賞
最優秀ドラマ脚本賞：カール・フォアマン

## 製作関連
- 製作費は当時で75万ドル、製作日数はわずか4週間という日程で、緻密な製作スケジュールを立てて、話の前後は関係なく、連続性を無視して撮影しなくてはならなかった[9]。
- この映画の原作となったのはジョン・W・カニンガムの小説『ブリキの星』（The Tin Star, 1947年）だが、映画化された『真昼の決闘』とは趣きが違う。主人公の老保安官は毎日妻の墓に行って、昔の思い出話をするのが日課であった[注 6]。そしてそこへ無法者が現れて、無法者と老保安官とが決闘するのは映画と同じだが、映画では保安官に相手にされなかった保安官助手が小説では保安官を助ける役で、老保安官は決闘で死んでしまうが、そのバッジは若い保安官助手に引き継がれるというストーリーである[10]。
- 音楽はディミトリ・ティオムキンでテックス・リッターが歌う "Do Not Forsake Me, Oh, My Darlin" で始まる「ハイヌーン」がオリジナルだが、日本ではフランキー・レインが歌う盤の方がよく使われていた。ティオムキンとレインの組合せでは、後に『OK牧場の決斗』と『ローハイド』がある。

## 助演俳優について
- 最初にケインに倒されるベン・ミラーを演じているのはシェブ・ウーリーである。テレビ映画『ローハイド』にレギュラーで出演していた。エリック・フレミング（フェイバー隊長）、クリント・イーストウッド（ロディ）の下で、斥候役としてピートを演じていたのが彼であった。本業は歌手であるが、1967年の映画『戦う幌馬車』ではジョン・ウェインに同じく倒される役を演じている。
- ケインに倒された2人目の男ジャック・コルビーを演じていたのはリー・ヴァン・クリーフである。後にイーストウッドと同じようにマカロニ・ウェスタンで大スターとなる。この作品がデビュー作で、しばらくして『OK牧場の決闘』にも出演している。
- 4人いた決闘相手で唯一ケインに殺されなかったジム・ピアースを演じているのはロバート・ウィルクである。1936年から1981年までの長い俳優人生で、映画ではこの映画以外に『荒野の七人』『海底二万哩』『スパルタカス』『西部の人』『天国の日々』など。テレビではテレビ創成期の西部劇『ローン・レンジャー』『カウボーイGメン』『シスコキッド』に始まり、『ボナンザ』『幌馬車隊』『ガンスモーク』『シャイアン』『ブロンコ』『マーベリック』『ライフルマン』『コルト45』『拳銃無宿』『ララミー牧場』『ローハイド』『ヴァージニアン』、その他で『アンタッチャブル』『ペリー・メイスン』そして『逃亡者』。レギュラー出演は無かった。
- 最後に倒されるフランク・ミラーを演じたのはイアン・マクドナルドである。1940年代初めから悪役や端役でB級映画に出演して、テレビ創成期でも各テレビ西部劇で悪役を演じていた。しかし1960年を最後にスクリーンを去り、その後1978年に死去している。他の映画では『大砂塵』や『アパッチ』にも出演していた。
- ジャック・イーラムは留置場に入る酔っ払い役で、出演者のテロップには名前がないが、その容貌から後に『ヴェラクルス』『OK牧場の決闘』『夕陽に立つ保安官』『ウエスタン』など、西部劇で貴重なバイプレーヤーとなる。
- 保安官助手ハーヴェイはロイド・ブリッジスが演じたが、彼はこの後にテレビ映画『シーハント』に主演した。同作は日本でも放送されて『潜水王マイク・ネルソン』という題名で放送されている。俳優のジェフ・ブリッジスとボー・ブリッジスの父親でもある。

## エピソード
- アメリカ合衆国大統領のアイゼンハワーやビル・クリントン、日本の首相小泉純一郎らが好んだ映画といわれる[11]。小泉は首相在任中の訪米時にキャンプ・デーヴィッドでブッシュ大統領（息子）から『真昼の決闘』のビデオを贈呈されている[12]。
- ジョン・ウェインはこの映画を見て、ラストのバッジを捨てるシーンに「許せない」と語ったと言われる[13]。
- この映画の影響は日本の時代小説にもあり、藤沢周平の『隠し剣』シリーズの中の『孤立剣残月』（1980年）は『真昼の決闘』の時代小説版と言われている。これはかつて藩内部での抗争で上意討ちをした相手の弟が江戸表から戻り、15年ぶりに自分の家が再興されて後に果たし合いを申し込まれた藩士の苦悩を描いている。この藩士には子がおらず、妻にも去られて、助太刀する友人もいない孤立無援の状態に置かれて果たし合いに挑むストーリーである[14]。
- 小林信彦は著書『地獄の映画館』の中で、『真昼の決闘』について西部劇としては評価しないとしている。スタンリー・クレイマーは優秀な製作者だが本質的には社会劇の人で西部劇向きではない、『真昼の決闘』には西部の土の匂いが無く、民衆不信の社会劇である、としている[15]。
- ゲイリー・クーパーはこの映画から9年後の1961年5月の満60歳の誕生日の6日後に、前立腺ガンのため亡くなった。その亡くなった時刻は午後零時27分、まさに「ハイヌーン」であった[16]。
- 『ダイ・ハード』での終盤、敵のハンス・グルーバーがマクレーンの妻を人質に取り、本作に言及する。「今回はグレース・ケリーと一緒に夕日の中を歩くジョン・ウェインとはならないな」と、同様のシチュエーションでありながら自身が優位にいることを示すが、マクレーンに「それはゲイリー・クーパーだアホタレ」と言い返される。

## 本作の影響
- リオ・ブラボー
ハワード・ホークス監督は、政治的意図とは無関係に、プロのくせに一般市民に助けを求める『真昼の決闘』の保安官が気に入らず、そのアンチテーゼとして『リオ・ブラボー』を作った。劇中でジョン・ウェイン演じる保安官は、市民から保安官助手を募ったらどうかという提案を「素人に何ができる!」と一蹴する。
- ダーティハリー
クリント・イーストウッド演じるキャラハン刑事がバッジを投げ捨てるラストシーンは、本作へのオマージュである。
- 荒野のストレンジャー
主演・監督はクリント・イーストウッド。「もし『真昼の決闘』の主人公が殺されていたら…」という思いつきから構想を得たという。主人公が訪れた町では、かつて1人の保安官が住民に見殺しにされて3人の悪党に嬲り殺されており、釈放された悪党たちがお礼参りに来るという設定。
- アウトランド
『真昼の決闘』をSFに置き換えた作品。
- 定吉七番
『007シリーズ』のパロディ小説シリーズ。『太閤殿下の定吉七番』に、舞台を福井県に置き換えた『真昼の決闘』のパロディ「真昼の温泉」が収録されている。
- 少年時代
第3部第7章『ゼファー版"真昼の決闘"』では、1964年のアメリカ南部アラバマ州を舞台に描かれる。
- シャンハイ・ヌーン
タイトルは『真昼の決闘』の原題「ハイ・ヌーン」をもじったもの。